# Bundesautobahn 6
De Bundesautobahn 6 (kort BAB 6, A6 of 6) is een Duitse autosnelweg die loopt vanaf de Franse grens bij Saarbrücken, via Kaiserslautern, Mannheim, Viernheim, Hockenheim, Heilbronn, Crailsheim, Neurenberg en Amberg naar de grens met Tsjechië bij Waidhaus. De A6 is 484 km lang. Sinds de invoering van de snelwegnummering in 1975 draagt deze weg het nummer A6, hiervoor was het nummer A20 voor deze weg bedacht.
Alhoewel de A6 is bedoeld als west-oostverbinding van Duitsland, loopt de snelweg tussen het Viernheimer Dreieck en het Kreuz Walldorf 30 km parallel aan de A5, die de noord-zuidverbinding is.
Al het verkeer komend van A61 in de richting van de A5, volgt ongeveer 7 km de A6. Langs dit stukje snelweg ligt ook de Hockenheimring.

## Verloop

### Saarbrücken tot Walldorf

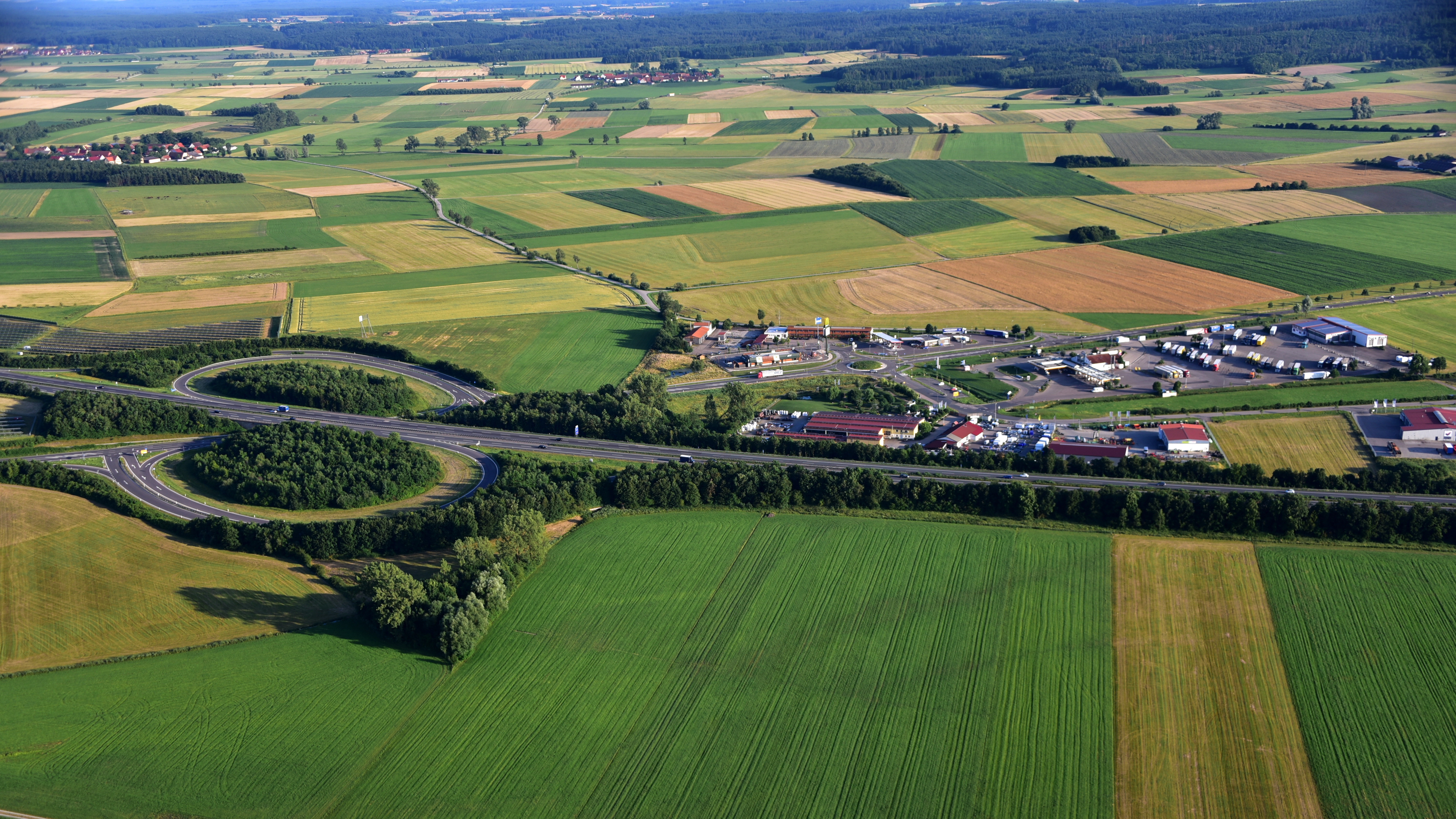
Een luchtfoto van de A6 in 2016. Op de foto is goed te zien dat de weg (en ook delen van rijbanen) aan beide kanten worden afgeschermd door schermbossen.

De A6 begint bij grensovergang Goldene Bremm bij de grens naar Frankrijk op het gebied van de Saarlandse hoofdstad Saarbrücken. In het stadsdeel Güdingen mondt bij Dreieck Saarbrücken de rijbaan vanuit Saarlouis en de hier eindigende A620. Vervolgens loopt de A6 verder over St. Ingbert tot Kreuz Neunkirchen waar de A8 (Luxemburg - Pirmasens) gekruist wordt. Achter Homburg bereikt de snelweg de deelstaat Rijnland-Palts en kruist bij Kreuz Landstuhl-West de A62 (Nonnweiler - Pirmasens). Zuidelijk van de Ramstein Air Base passeert de snelweg Kaiserslautern, waar bij het gelijknamige knooppunt de A63 naar Mainz afbuigt. Hierna loopt de A6 door het noordelijke Paltserwoud en kent daarbij sterke hellingen en afdalingen. Bij Wattenheim daalt de weg af, de Boven-Rijnse Laagvlakte (Orlenberg) in en kruist bij Kreuz Frankenthal A61 (Venlo - Hockenheim).
Als deel van de noordelijke en oostelijke randweg om de steden Mannheim en Ludwigshafen gaat de A6 via de Theodor-Heuss-Brücke over de Rijn, waar Baden-Württemberg en kort daarna Hessen bereikt wordt. Bij Viernheimer Dreieck eindigt de van het westen komende rijbaan van de A6 en buigt de weg af op het noord-zuidtracé, op de hier eindigende A67 vanuit Darmstadt. Het volgende trajectdeel loopt hier in een noord-zuidrichting opnieuw Baden-Württemberg binnen. Hier wordt Mannheim vanuit het oosten ontsloten, wordt de Neckar gepasseerd en worden de twee snelwegen A659 en A656 aangebonden, die naar de parallel lopende A5 gaan. De A5 wordt bij Kreuz Walldorf gekruist, nadat op het enkele kilometers daarvoor gelegen Dreieck Hockenheim de A61 bij de Hockenheimring op de A6 eindigt.

### Walldorf tot Neurenberg

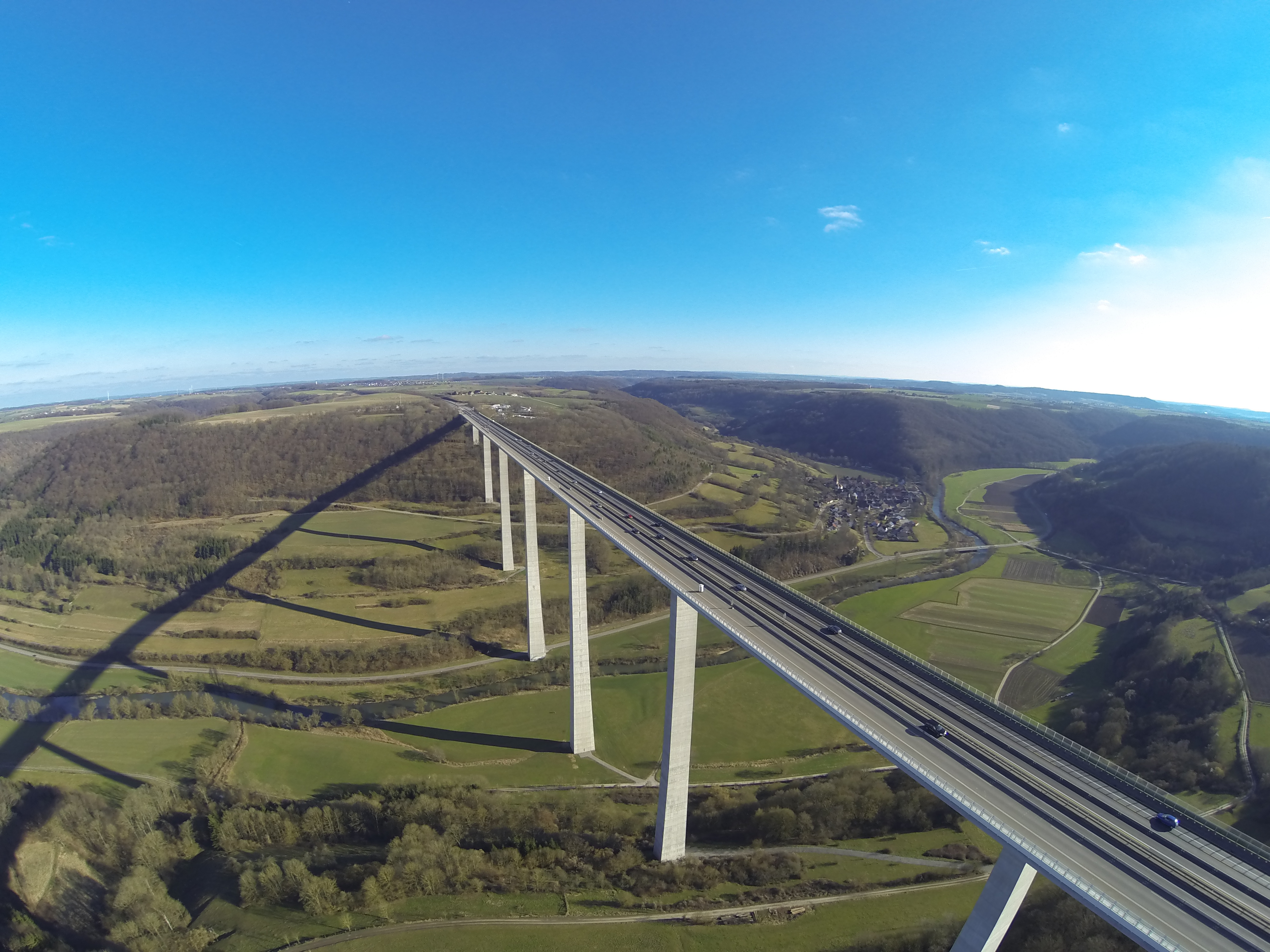
De Kochertalbrücke, de hoogste brug van Duitsland (2014)

Na Kreuz Walldorf loopt de snelweg weer in een west-oostrichting, Sinsheim en Heilbronn voorbij, door de Kraichgau, en opnieuw wordt de Neckar gepasseerd. Bij  het achter Heilbronn gelegen Kreuz Weinsberg wordt de A81 (Würzburg - Stuttgart - Schaffhausen) gekruist en loopt de snelweg door het noorden van het Schwäbisch-Fränkische Wald en over de Hohenloher Ebene verder naar het oosten. Talrijke grote bruggen waren nodig om de snelweg over de vele rivierdalen te laten lopen. Bij Schwäbisch Hall werd de met de 185 meter hoge Kochertalbrücke de hoogte brug van Duitsland gebouwd. Na Crailsheim wordt Beieren bereikt en ook het Regierungsbezirk Mittelfranken, waarbij ook het landschap heuveliger en bosrijker wordt en eveneens ook de snelweg de eerste beklimmingen van de Frankenhöhe opgaat. Daarna kruist bij Kreuz Feuchtwangen/Crailsheim de A7 (Flensburg - Füssen). 
Tot Ansbach doorkruist het traject het zuiden van de Frankenhöhe en het Altmühltal. Daarna is het tracé, typisch voor de omgeving van Neurenberg, door grote naaldbossen gekenmerkt. Na Schwabach wordt het Main-Donaukanaal gepasseerd en het oude Ludwig-Donau-Mainkanaal. In het Nürnberger Reichswald bestaan drie knooppunten in de A6. Als eerste het Kreuz Nürnberg-Süd met de A73, dat naast een verbinding met het stadscentrum van Neurenberg ook een verbinding met de A9 naar München is. Vervolgens wordt bij Kreuz Nürnberg-Ost de A9 gekruist, die van Berlijn naar München loopt. Als laatste wordt bij Kreuz Altdorf de A3 (Arnhem - Würzburg - Passau) gekruist.

### Neurenberg tot Waidhaus

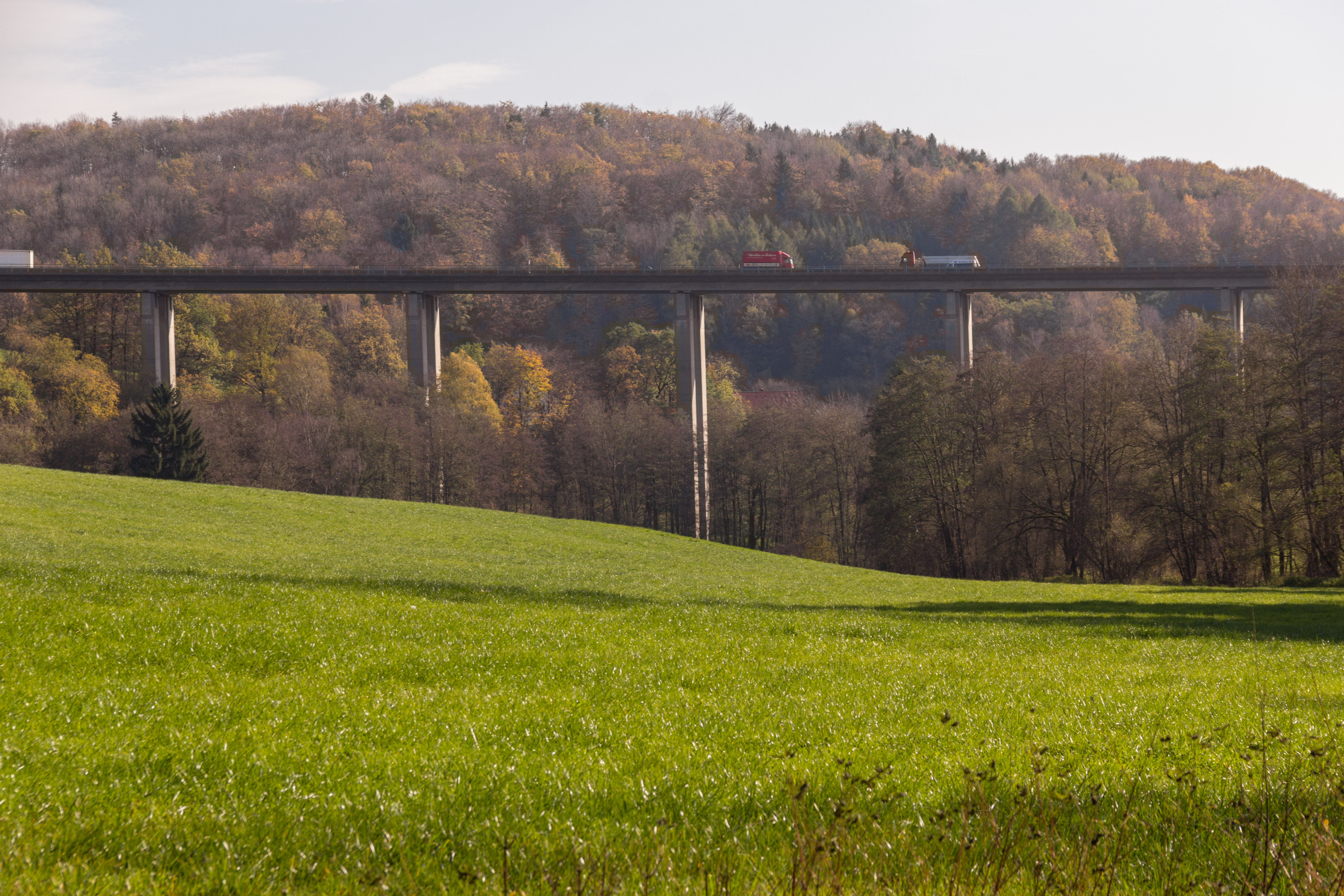
Dalbrug over de Raschbachtal bij Altdorf bij Neurenberg (2017)

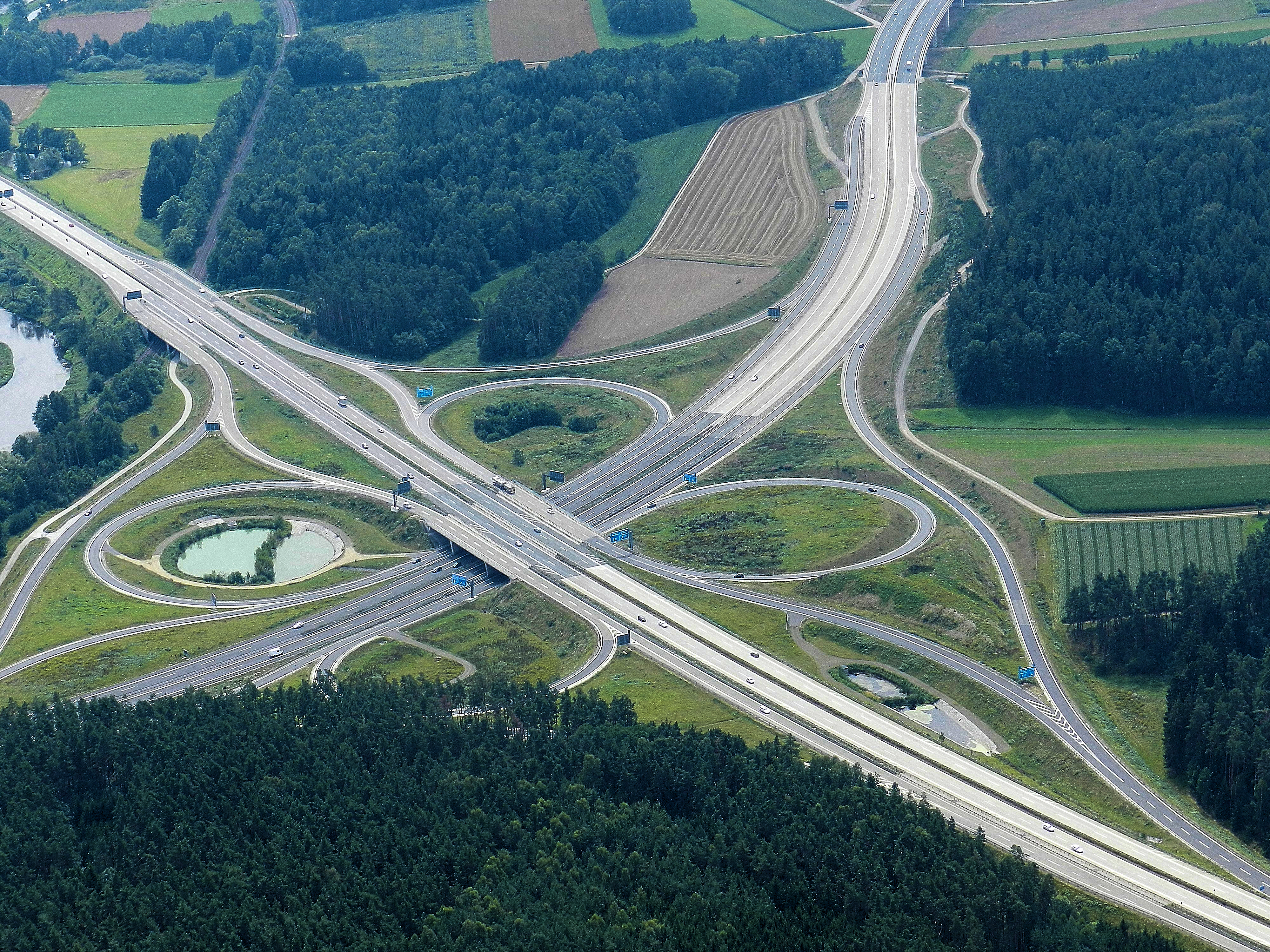
Kreuz Oberpfälzer Wald (2011)

Na het verlaten van het Nürnberger Reichswald stijgt de snelweg en gaat dwars door de  Fränkische Alb. Grote stad langs dit deel is Amberg in de Oberpfalz. Lange tijd eindigde de A6 bij deze stad en moest het doorgaande verkeer met als bestemming Tsjechië over de B85 omgeleid worden. De na de Val van het IJzeren Gordijn gebouwde verlenging richting Tsjechië verloopt richting het noordoosten en kruist bij Kreuz Oberpfälzer Wald in Naabtal de A93 (Hof - Regensburg - Holledau). Het laatste deel doorkruist het Oberpfälzer Wald en gaat bij grensovergang Waidhaus over in de Tsjechische D5, verder naar Pilsen en Praag.

## Geschiedenis
Keizer Karel IV (1316–1378) verhoogde de wegverbinding tussen de voormalige Rijkssteden Neurenberg en Praag naar Rijksstraat (Reichsstraße), waardoor dit weggedeelte de naam Via Carolina kreeg. Vanaf 1932 respectievelijk vanaf 1939 volgde de Reichsstraße 14 het historische voorbeeld, waar de R14 (respectievelijk B14) naar het zuidwesten richting Stuttgart afbuigt.

### 1935–1955

#### Mannheim
In 1935 werd het eerste snelwegdeel tussen Viernheimer Dreieck en Kreuz Mannheim als onderdeel van de HaFraBa vrijgegeven. Aan het vanaf Viernheimer Dreieck naar het westen lopende trajectdeel werd enkele jaren later begonnen. Een deel van de in bouw zijnde Rijnbrug, tegenwoordig Theodor-Heuss-Brücke, noordelijk van Mannheim stortte in december 1940 in. Dertig bouwvakkers vonden daarbij de dood. De bouw van de snelweg in dit trajectdeel werd daarnaast door de oorlog stilgelegd. In 1953 werd het eerste brugdeel met twee rijstroken van de huidige A6 tussen Mannheim en Frankenthal voor het verkeer opengesteld. De tweede rijbaan volgde in 1961.

#### Landstuhl tot Frankenthal
Het 30 km lange trajectdeel van Kaiserslautern-West tot Wattenheim werd in 1936 geopend. Het verdere deel tussen Landstuhl en Frankenthal werd in 1941 vrijgegeven. Al tijdens de Tweede Wereldoorlog werd door de Duitse luchtmacht een ongeveer 3 km lang tracédeel - voor deze functie speciaal gebouwd Reichsautobahn - tussen Landstuhl en Kaiserslautern als militaire vliegbasis gebruikt. Na de Tweede Wereldoorlog nam de Amerikaanse troepen als bezetter dit gebied over en bouwde het Flugstützpunkt Ramstein (Ramstein Air Base). Al in de vroege jaren '40 overkapte men de oude snelweglandingsbaan met een hal en legde ongeveer 200 meter zuidelijk een grotere en beter geschikte start- en landingsbaan aan. De oostelijke en westelijke toegangsweg naar de luchthaven bestaat tegenwoordig nog uit het originele tracé van de voormalige Reichsautobahn Mannheim - Landstuhl, hoewel deze weg op de meeste wegenkaarten als een für den Verkehr gesperrte Schnellstraße (voor verkeer gesloten snelweg) aangegeven is en geldt als private weg van de Bond. In de jaren '50 werd de A6 over een nieuw tracé in een flauwe bocht zuidelijk van de vliegbasis Ramstein gelegd en over Landstuhl tot de aansluiting van de Rijnland-Paltse gemeente Waldmohr gebouwd, kort voor de toenmalige staatsgrens met het toen nog autonome Saarland.

#### Heilbronn tot Neurenberg
De eerste plannen voor een snelweg van Heilbronn naar Neurenberg bestonden al in 1935. In 1938 werd met de bouw van het eerste trajectdeel tussen Weinsberg en Bretzfeld-Schabbach in Württemberg evenals tussen Schwabach en Neurenberg in Beieren begonnen. Het laatste deel werd in de oorlog nog, in 1941, vrijgegeven.

### 1955–1969

#### Frankrijk tot Landstuhl
Als gevolg van het Saarverdrag in 1955 werd Saarland op 1 januari 1957 onderdeel van de Bondsrepubliek en na de laatste economische toetreding kon al in 1959 het trajectdeel tot aansluiting St. Ingbert-West en in 1963 volgde het trajectdeel tot kort voor Saarbrücken worden geopend. Dit tweede deel met 9,35 km lengte was - door talrijke kunstwerken - in die tijd met 70 miljoen Duitse mark het duurste snelwegstuk van Duitsland. Het derde deel sloot in 1969 de onderbreking met het Franse snelwegennet bij grensovergang Goldene Bremm.

#### Mannheim tot Heilbronn

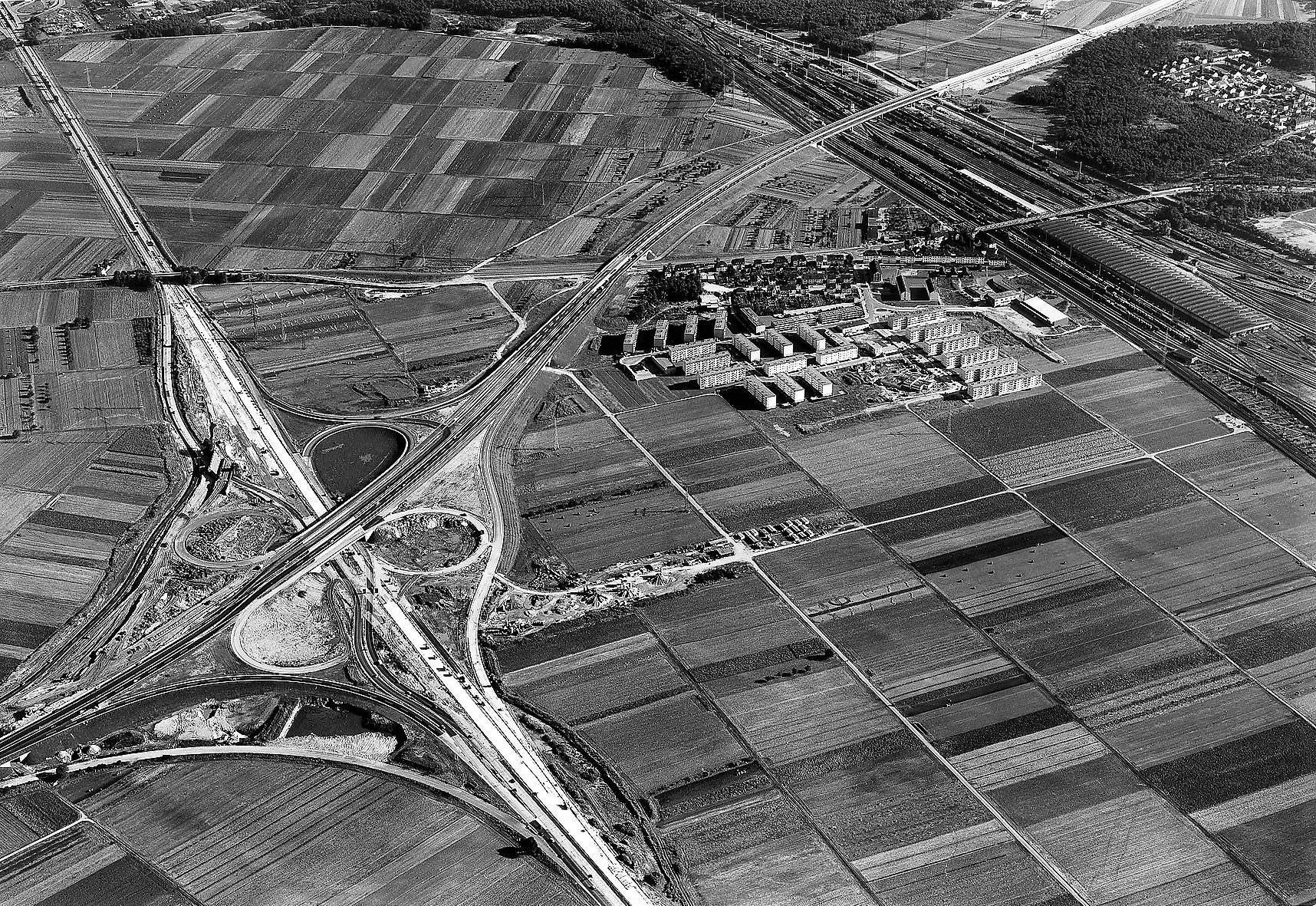
Ombouw van knooppunt Mannheim in 1968. Rechts de A6 richting het zuiden.

In de jaren '60 werd de snelweg tussen Kreuz Mannheim - toen nog drietaks (Dreieck) - en Kreuz Weinsberg bij Heilbronn gerealiseerd. Door de bouwwerkzaamheden aan de A6 werd midden jaren '60 de Hockenheimring doorsneden, die toen nog tot het dorp Hockenheim liep. Het deel bij het dorp werd door een Motordrom oostelijk van de snelweg vervangen. De tribunen bevinden zich direct naast de A6 ter hoogte van Dreieck Hockenheim respectievelijk de A61.

### 1970–1979

#### Heilbronn tot Neurenberg
De werkzaamheden aan de onderbreking tussen Heilbronn en Schwabach werd voor het eerst weer in 1966 weer gestart. Hoofdprobleem was daarbij de overbrugging van de dalen van de rivieren Kocher en Jagst. Als laatste deel werd in 1979 de 58 km tussen de aansluitingen Kupferzell en Ansbach-West vrijgegeven. Op dit deel ligt ook de Kochertalbrücke bij Schwäbisch Hall, met 185 meter de hoogste brug van Duitsland.

#### Neurenberg tot Amberg
In de jaren '70 werd ook aan het al bestaande snelwegstuk van Schwabach tot Kreuz Nürnberg aansluitend richting het oosten verder gebouwd. In 1970-1971 werd het 37 km lange nieuwe deel van Kreuz Altdorf tot aansluiting Amberg-West voor het verkeer vrijgegeven. In 1979 volgde het deel Kreuz Nürnberg-Ost tot Kreuz Altdorf evenals de eerste rijbaan tussen Amberg-West en Amberg-Ost.

### 1980–1996
Die Wende in 1989 had weinig invloed op de A6, omdat deze ruim van de Duits-Duitse grens lag. Alleen de tweede rijbaan van de randweg om Amberg werd in 1991 geopend.

### 1997–2008
De onderbreking van Amberg tot de Tsjechische grens werd pas in het einde van de jaren '90 aangepakt, terwijl ten oosten van de A93 op de B14 vrachtwagens voor veel files zorgden. Als eerste trajectdeel werd Waidhaus tot de Tsjechische grens en Pleystein tot Waidhaus in 1997 respectievelijk in 1999 in gebruik genomen. Op 27 juli 2005 werd de rond de tien km lange deel tussen Kreuz Oberpfälzer Wald en een provisorische aansluiting oostelijk van aansluiting Wernberg-Köblitz vrijgegeven. De kosten van dit deel bedroegen rond de €80 miljoen. Op 6 oktober 2006 werd uiteindelijk het gedeelte met één rijbaan bij Pleystein feestelijk de tweede rijbaan geopend, nadat twee dagen eerder deze rijbaan al voor het verkeer was vrijgegeven.
Het bouwbegin van het laatste 20 km lange trajectdeel van de A6 tussen Amberg-Ost en Kreuz Oberpfälzer Wald was in juni 2004. De openingsfestiviteit vond op 10 september 2008 plaats, waarna een dag later het verkeer gebruik van kon maken. Sindsdien is de A6 van Frankrijk tot Tsjechië doorgaand berijdbaar.
De als Via Carolina betitelde trajectdeel tussen Kreuz Nürnberg-Süd en de grens bij Waidhaus beschikken de afstandsborden over een extra bord met de naam erop weergegeven.

## Huidige indeling
De indeling van de snelweg heeft tegenwoordig nog over grote delen kenmerken van de oude Reichsautobahn. In tegenstelling tot de A2, A4 en A8, die sinds de jaren '90 belangrijke binnenlandse verbindingen vormen en grotendeels gemoderniseerd zijn, werd de A6 maar op enkele delen gemoderniseerd. Door de uitbreiding van de Europese Unie en de Schengenzone stijgen de verkeersintensiteiten op de A6, in het bijzonder uit Oost-Europa, waardoor modernisatie steeds noodzakelijker wordt. 
De kilometrering van de A6 is een bijzonderheid. In de jaren '30 werd met de telling van de kilometers bij het huidige Dreieck Potsdam (aan de A10) begonnen en via Erfurt en Frankfurt am Main naar het Viernheimer Dreieck doorgeteld en vanaf hier bij de splitsing in de richting van Kaiserslautern en Mannheim doorgeteld. Wanneer men volledig over de A6 rijdt wordt vanaf Frankrijk bij km 687,2 tot het Viernheimer Dreieck teruggeteld tot km 555,7, waarna weer wordt doorgeteld tot de Tsjechische grens naar km 908,2. Hierdoor bestaat op de A6 over ruim 100 km dubbele kilometers.

### Frankrijk tot Landstuhl
Het Saarlandse gedeelte van de A6 tot Kreuz Landstuhl-West heeft 2×2 rijstroken. Alleen oostelijk van Saarbrücken wordt door de steile hellingen de vluchtstrook gebruikt als klimstrook.
Op 24 maart 2016 werd vastgesteld dat de Fechinger Talbrücke zich in slechte staat bevindt en vervolgens voor onbepaalde tijd werd afgesloten. Op 16 mei 2018 werd de brug voor voertuigen tot 3,5 ton totaalgewicht weer vrijgegeven. Zware voertuigen die het verbod negeerden werden middels een automatische weeginstallatie herkend en door een slagboom gestopt. Deze voertuigen werden vervolgens door de politie voor de brug van de snelweg afgehaald.
Nadat de brugpijlers door het aanbrengen van extra dwarsbalken versterkt was, is de brug sinds 31 oktober 2016 ook weer vrijgegeven voor voertuigen zwaarder dan 3,5 ton. De kosten voor het toepassen van de noodmaatregelen, de weeginstallatie en de versterkingswerkzaamheden werden in totaal over de €10 miljoen geschat. Desondanks blijft nieuwbouw van de brug noodzakelijk.

### Landstuhl tot Frankenthal
Ook hier heeft de snelweg grotendeels 2×2 rijstroken, maar zijn meerde trajectdelen die in één richting een extra derde rijstrook hebben. Tussen de aansluitingen Ramstein-Miesenbach en Kaiserslautern-West werd de A6 door renovatiewerkzaamheden van de rijbaan verbreed naar 2×3 rijstroken zonder vluchtstroken. Bovendien werd tussen de aansluitingen Kaiserslautern-Einsiedlerhof en Wattenheim matrixborden geplaatst. De voormalige militaire aansluiting in Kaiserslautern werd tot aansluiting Kaiserslautern-Ost (16b) omgebouwd. Een volledige verbreding naar 2×3 rijstroken is in de toekomst voorzien. Sinds augustus 2010 wordt het trajectdeel tussen de aansluiting Kaiserslautern-West en Dreieck Kaiserslautern verbreed.

### Frankenthal tot Hockenheim
Bij Viernheimer Dreieck wisselt de A6 van rijbaan met de vanuit Darmstadt komende A67. 
Het 2×2 rijstroken tellende gedeelte werd van 2000 tot Pasen 2009 tussen Viernheimer Dreieck en Kreuz Mannheim naar 2×3 rijstroken plus vluchtstroken verbreed. De rijbaanbreedte op dit 6,5 km lange deel veranderde daarbij per richting van 8 m naar 14,5 m. Bij Viernheimer Kreuz wordt de rechte rijstrook de uitvoegstrook richting de A659, direct na deze splitsing komt een nieuwe rijstrook bij, maar dan aan de linker zijde. Het doorgaande verkeer moet hierdoor een rijstrook naar links opschuiven. In tegenstelling is het uitvoegen naar de A659 een stuk eenvoudiger. Ook bij Mannheimer Kreuz wordt de rechter rijstrook de uitvoegstrook richting de A656, maar na dit knooppunt gaat de A6 met twee rijstroken verder waardoor hier geen nieuwe rijstrook bijkomt.

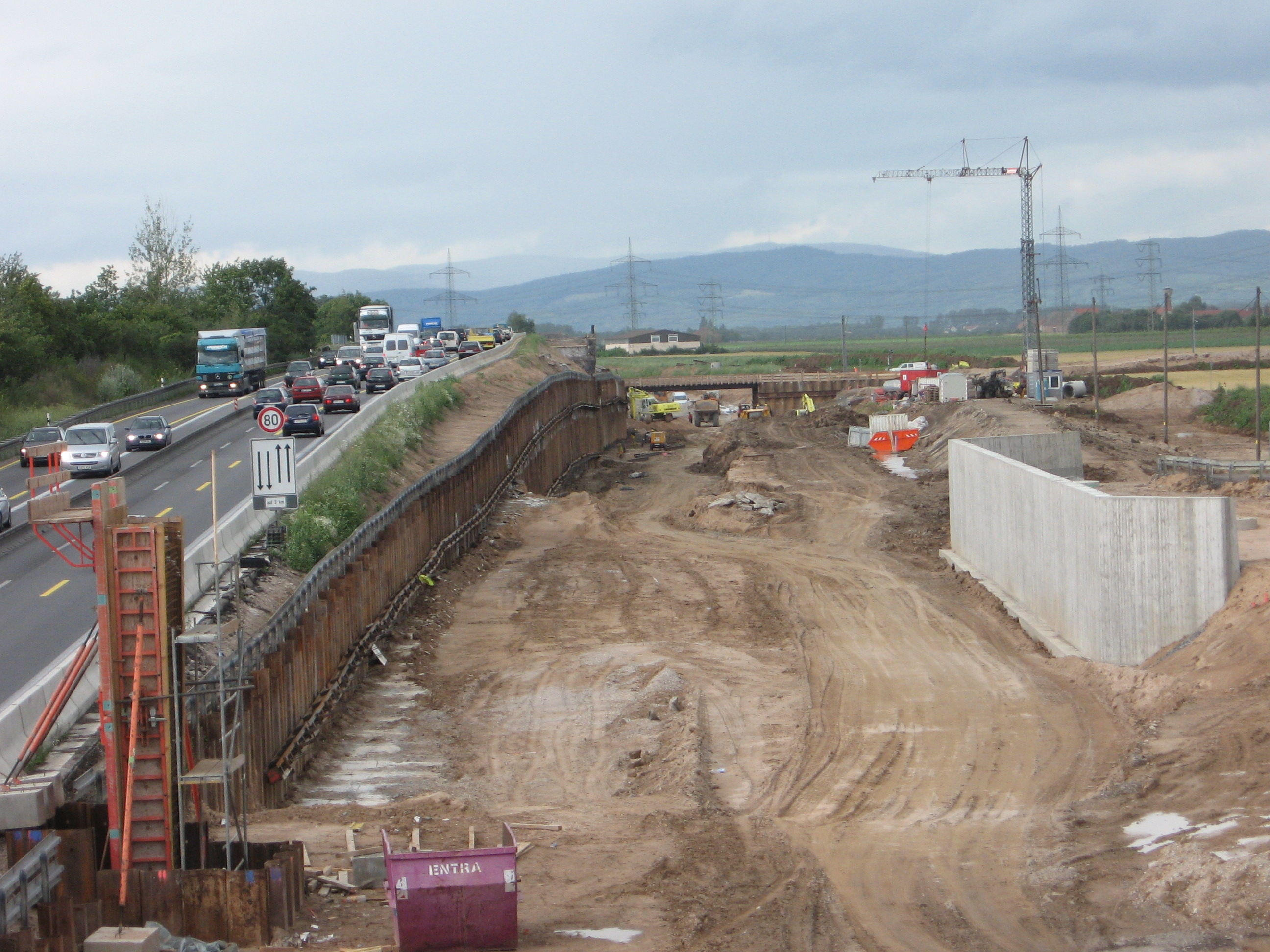
De A6 ten oosten van Mannheim. Hier zijn de werkzaamheden te zien waarbij de A6 dieper komt te liggen. Links ziet men nog het oude tracé van de A6 (2007).

In kader van vervangingswerkzaamheden, die in totaal €93 miljoen kostten, werden zeven bruggen en onderdoorgangen vervangen, waaronder de nieuwbouw van de 400 m lange Neckarbrücke. Bovendien werd de nieuwe parkeerplaats Nachtweide met 22 vrachtwagenplaatsen en 39 autoplaatsen evenals een wc en twee regenzuiveringsinstallaties uitgebreid. De verantwoordelijkheid voor het ontwerp, projectleiding en -bewaking lag bij het Regierungspräsidium Karlsruhe. Er werd bijzondere aandacht gelegd bij het verminderen van geluidsoverlast. Hierbij werden de volgende maatregelen toegepast:
- Geluidsvermindering: een stroevere rijbaan met een nieuw soort beton;
- Hertracering van de rijbaan (de weg werd tot 10 m verlegd);
- Bouw van circa 10,5 km aan geluidswallen en geluidsschermen (circa 60.000 m²).

Door deze maatregelen zou de geluidsreductie tot 10 decibel zijn. Dit staat gelijk aan een verlaging van de verkeersintensiteiten met 90%. 
Terwijl de A6 hoofdzakelijk een west-oostverbinding is, verloopt het deel tussen Viernheimer Dreieck tot Dreieck Hockenheim respectievelijk Kreuz Walldorf ongeveer 30 km grotendeels parallel aan de A5 in een noord-zuidrichting.

### Hockenheim tot Schwäbisch Hall
Tussen Dreieck Hockenheim en Kreuz Walldorf beschikt de A6 weer over 2×3 rijstroken. Het tracé tussen Kreuz Walldorf en Weinsberger Kreuz wordt op enkele delen van de snelweg die eerst gebruikt werden voor 2×2 rijstroken geschikt gemaakt voor 2×3 rijstroken door het opheffen van de vluchtstrook. Dit is gedaan omdat de snelweg hier door heuvelachtig terrein gaat, waardoor vele langzaam rijdende vrachtwagenkolonnes voorkomen die dan eenvoudiger in te halen zijn. Tegenwoordig heeft alleen het gedeelte tussen Weinsberger Kreuz en Schwäbisch Hall deze rijbaanindeling, het gedeelte tussen Kreuz Walldorf en Kreuz Weinsberg wordt stap voor stap van vluchtstroken voorzien. Om het Auto- en Techniekmuseum Sinsheim en de Wirsol Rhein-Neckar-Arena aan de snelweg aan te sluiten werd in 2008 de aansluiting Sinsheim-Süd (33b) gebouwd. Het gedeelte tussen aansluiting Wiesloch/Rauenberg en Kreuz Weinsberg wordt verbreed door middel van een publiek-private samenwerking. De verbreding wordt uitgevoerd door ViA6West GmbH Co. KG, een consortium van Hochtief, DIF Infrastructure IV en Johann Bunte. ViA6West is verantwoordelijk voor het ontwerp, financiering, bouw, beheer en onderhoud van de 47,2 km A6 tussen aansluiting Wiesloch/Rauenberg en Kreuz Weinberg. Hierbij wordt het consortium verantwoordelijk voor het beheer en onderhoud van de A6 voor 30 jaar. Als vergoeding krijgt de organisatie een deel van de vrachtwagentol. 
Momenteel (stand: mei 2018) is de snelweg als volgt ingedeeld:
Kreuz Walldorf tot Angelbachtalbrücke (Wiesloch/Rauenberg)
Dit gedeelte heeft 2×3 rijstroken met vluchtstroken (met uitzondering van de Angertalbachbrücke).
Angerbachtalbrücke (Wiesloch/Rauenberg) tot aansluiting Sinsheim
Dit gedeelte wordt verbreed door het consortium ViA6West. Momenteel heeft de weg richting Heilbronn 3 rijstroken met een vluchtstrook en richting Mannheim 2 rijstroken met een vluchtstrook. Op 9 april 2013 werd het tracébesluit voor de volledige verbreding naar 2x3 rijstroken vastgesteld. In april 2017 is gestart met de verbreding van het gedeelte richting Mannheim naar 3 rijstroken met een vluchtstrook. Het voltooien van de verbreding wordt in 2019 voorzien, maar daarbij moet nog de rijbaan richting Heilbronn worden gerenoveerd waardoor nog niet alle rijstroken beschikbaar zijn. In 2020 is voorzien dat 2x3 rijstroken beschikbaar zijn op dit gedeelte.
Aansluiting Sinsheim tot aansluiting Sinsheim-Steinsfurt
Dit gedeelte heeft 2×3 rijstroken met een vluchtstrook.
Aansluiting Sinsheim-Steinsfurt tot aansluiting Bad Rappenau
Het tracébesluit werd op 31 augustus 2005 vastgesteld. In 2010 begonnen de werkzaamheden voor de verbreding naar 2×3 rijstroken tussen Sinsheim-Steinsfurt en Bad Rappenau. De verbreding werd op 15 november 2011 afgerond waarna het verkeer over 2×3 rijstroken met vluchtstroken beschikt.
Aansluiting Bad Rappenau tot aansluiting Heilbronn/Untereisesheim
De rijbaan richting Heilbronn heeft 3 rijstroken zonder vluchtstrook, richting Mannheim heeft de snelweg 2 rijstroken met vluchtstrook. Voor dit trajectdeel werd op 27 juli 2012 het tracébesluit vastgesteld. In april 2017 is met de verbreding van dit gedeelte naar volledig 2×3 rijstroken met vluchtstroken gestart. De verbreding zou in 2019 worden afgerond, maar door de renovatie van de rijbaan richting Heilbronn kwamen er pas vanaf 2020 2×3 rijstroken beschikbaar voor het verkeer.
Aansluiting Heilbronn/Untereisesheim tot Kreuz Weinsberg
Voor dit gedeelte werd het tracébesluit op 31 december 1999 vastgesteld. Dit trajectdeel werd de markering aangepast waardoor de vluchtstrook als derde rijstrook beschikbaar werd. Doordat de Neckartalbrücke Heilbronn de belasting niet kon verdragen werd hier de markering weer teruggebracht naar 2×2 rijstroken. In 2014 werd de markering aangepast zodat de rechte rijstrook overgaat in de afrit richting Heilbronn/Untereisesheim of Heilbronn/Neckarsulm.
De verbreding van het gedeelte tussen Heilbronn/Untereisesheim en Kreuz Weinsberg evenals de nieuwbouw van de Neckartalbrücke begon in januari 2017. Hierbij wordt naast de bestaande brug een nieuwe brug gebouwd voor de rijbaan richting Mannheim. Deze zou in 2019 gereed zijn waarbij al het verkeer over de nieuwe brug wordt geleid en de oude brug wordt afgebroken. Vervolgens zal tot 2021 de brug richting Neurenberg worden gebouwd waarna al het verkeer over deze brug wordt geleid voor de afrondende werkzaamheden. Uiteindelijk is voorzien dat de gehele nieuwe brug in 2022 gereed is.

### Schwäbisch Hall tot Neurenberg
Op dit traject hebben maar enkele weggedeeltes meer dan 2×2 rijstroken. Vooral bij de beklimmingen is een extra derde rijstrook beschikbaar. Het Kreuz Nürnberg-Süd werd met een halfdirecte verbindingsboog uitgebreid. Deze twee rijstroken tellende verbindingsboog loopt van de A6 uit Hellbronn naar de A73 richting Neurenberg en werd aangelegd omdat deze drukke relatie voor bijna dagelijks verkeersproblemen veroorzaakte in het zuiden van Neurenberg. De boog werd op 22 december 2005 voor het verkeer vrijgegeven. Op 19 september 2011 werd de verbreding naar 2×3 rijstroken tussen aansluiting Roth en Kreuz Nürnberg-Süd vrijgegeven. Sinds 30 december 2011 bestaat tussen de aansluitingen Schwabach-West en Roth bouwrecht. In het voorjaar van 2016 begonnen de voorbereidende werkzaamheden, de eigenlijke werkzaamheden begonnen in 2017. Op 30 juli 2014 werd het geld van de Bond vrijgegeven voor het deel tussen Kreuz Nürnberg-Süd en Kreuz Nürnberg-Ost. De voorbereidende werkzaamheden begonnen hier al in het voorjaar van 2014, de start van de bouw begon in 2015. De werkzaamheden werden op 9 augustus 2017 afgerond. Sinds 16-17 augustus 2017 zijn alle zes de rijstroken te gebruiken.

### Neurenberg tot Tsjechië
Het gehele traject tussen Neurenberg en Tsjechië beschikt over 2×2 rijstroken.

### Aansluiting op andere landen

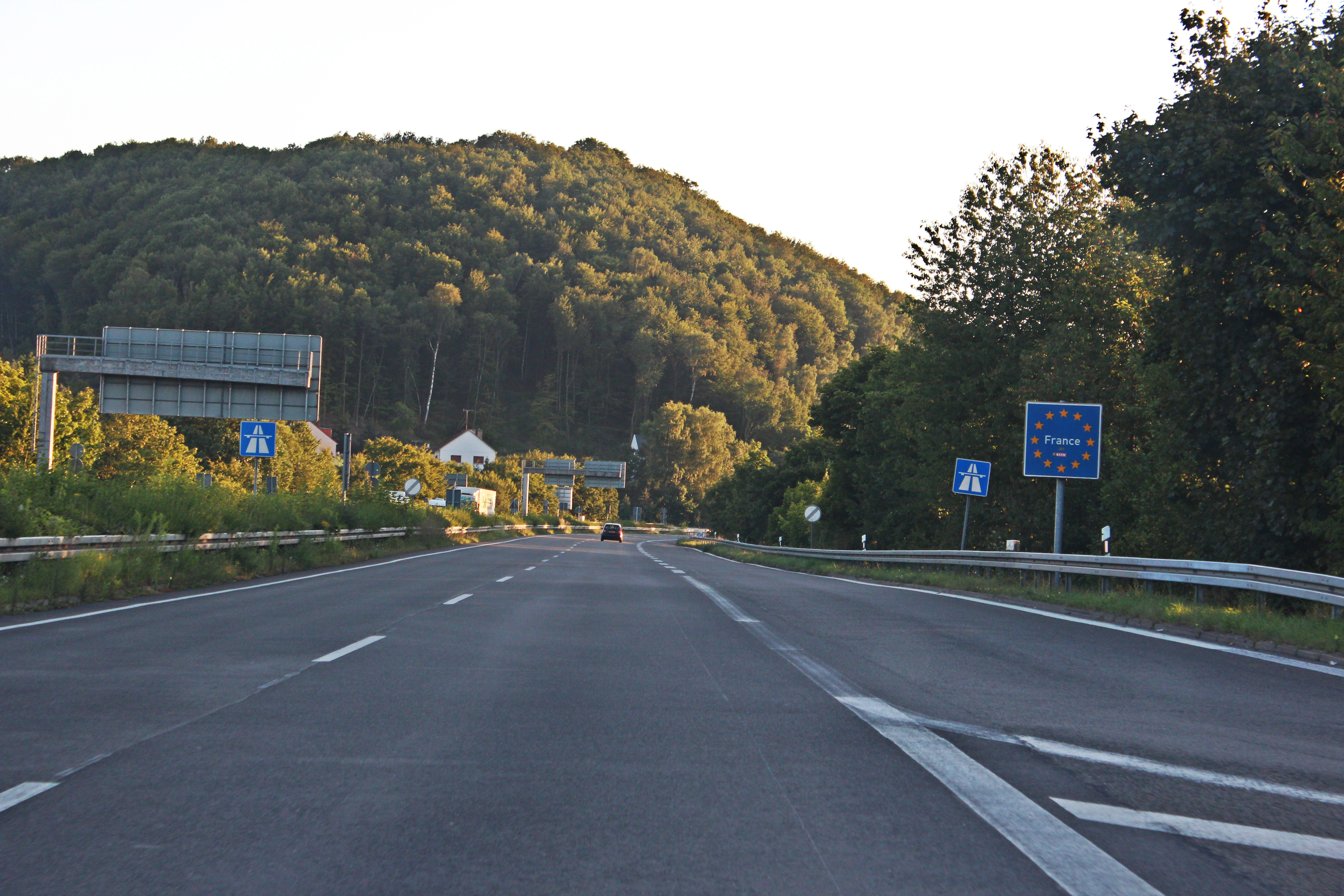
Einde van de A6 bij de Franse grens (2012)

Vanaf Kreuz Landstuhl-West wordt in westelijke richting het doel Parijs aangegeven. Vanaf de Franse grens gaat de weg verder als A320 tot Freyming-Merlebach, waar deze vervolgens aansluiting op de A4 (Parijs - Straatsburg).
In omgekeerde richting wordt vanaf aansluiting Roth het doel Praag aangegeven. Bij de Tsjechische grens gaat de A6 over in de D5 richting Praag. Gemeenschappelijk met de aansluitende trajecten in Frankrijk en Tsjechië draagt de A6 ook het nummer E50. 

## Plannen

### Bundesverkehrswegeplan 2003
In het oude Bundesverkehrwegeplan 2003 (Duitse tegenhanger van de Nederlandse Meerjarenprogramma Infrastructuur, Ruimte en Transport; MIRT) was de verbreding naar 2×3 rijstroken tussen Kaiserslautern-West en Dreieck Kaiserslautern, tussen Kreuz Walldorf en Schwäbisch Hall evenals tussen Kreuz Nürnberg-Süd en Kreuz Nürnberg-Ost voorzien. Daarbij is het gedeelte tussen Kreuz Nürnberg-Süd en Kreuz Nürnberg-Ost al verbreed en zijn de delen tussen Kaiserslautern-West en Dreieck Kaiserslautern evenals tussen Kreuz Walldorf en Schwäbisch Hall deels nog in bouw. 
Met een lage prioriteit (Weiteren Bedarf) waren in het Bundesverkehrswegeplan 2003 de verbreding van de volgende trajecten gepland: 
- 2×3 rijstroken van de grens Saarland - Rijnland-Palts tot aansluiting Ramstein-Miesenbach;
- 2×3 rijstroken van Dreieck Kaiserslautern tot Viernheimer Dreieck;
- 2×3 rijstroken van Kreuz Mannheim tot Dreieck Hockenheim;
- 2×4 rijstroken van Dreieck Hockenheim tot Kreuz Walldorf;
- 2×3 rijstroken van Schwäbisch Hall tot Schwabach-West (met onderzoekrecht);
- 2×3 rijstroken van Kreuz Nürnberg-Ost tot Kreuz Altdorf.

Het 65 km lange deel tussen Kreuz Weinsberg en de grens van Beieren zou niet naar 2×3 rijstroken worden verbreed, maar met 2x3 rijstroken op het bestaande tracé voor €750 miljoen volledig nieuw gebouwd worden. Ook zes van de zeven bruggen zouden daarbij nieuw gebouwd worden, alleen de Kochertalbrücke bleef behouden. In 2019 zouden de procedures afgerond worden, waarbij met de start van de bouw niet voor 2020 gerekend wordt. Mogelijk kan de verbreding in 2025 worden afgerond.

### Bundesverkehrswegeplan 2030
Het nieuwe en nu geldende Bundesverkehrswegeplan 2030 veranderde de prioritering en verbreding van een aantal trajecten. De volgende trajecten zijn opgenomen in het Bundesverkehrswegeplan 2030:
- 2×3 rijstroken van Kreuz Landstuhl-West tot Ramstein-Miesenbach: lage prioriteit met onderzoekrecht (Weiteren Bedarf mit Planungsrecht);
- 2×3 rijstroken van Kreuz Mannheim tot Schwetzingen/Hockenheim: hoogste prioriteit (Vordringlicher Bedarf, Engpassbeseitigung);
- 2×4 rijstroken van Dreieck Hockenheim tot Kreuz Walldorf: lage prioriteit met onderzoekrecht (Weiteren Bedarf mit Planungsrecht);
- 2×3 rijstroken van Kreuz Weinsberg tot grens Baden-Württemberg - Beieren: hoogste prioriteit (Vordringlicher Bedarf, Engpassbeseitigung);
- 2×3 rijstroken van grens Baden-Württemberg - Beieren tot Kreuz Feuchtwangen/Crailsheim: hoge prioriteit (Vordringlicher Bedarf);
- 2×3 rijstroken van Kreuz Feuchtwangen/Crailsheim tot Schwabach-West: lage prioriteit met onderzoekrecht (Weiteren Bedarf mit Planungsrecht).

In het Bundesverkehrswegeplan 2030 verdwenen trajecten die nog wel in het Bundesverkehrswegeplan 2003 waren opgenomen. Dit zijn de trajecten ten westen van Landstuhl evenals tussen Dreieck Kaiserslautern en Viernheimer Dreieck.

## Galerij

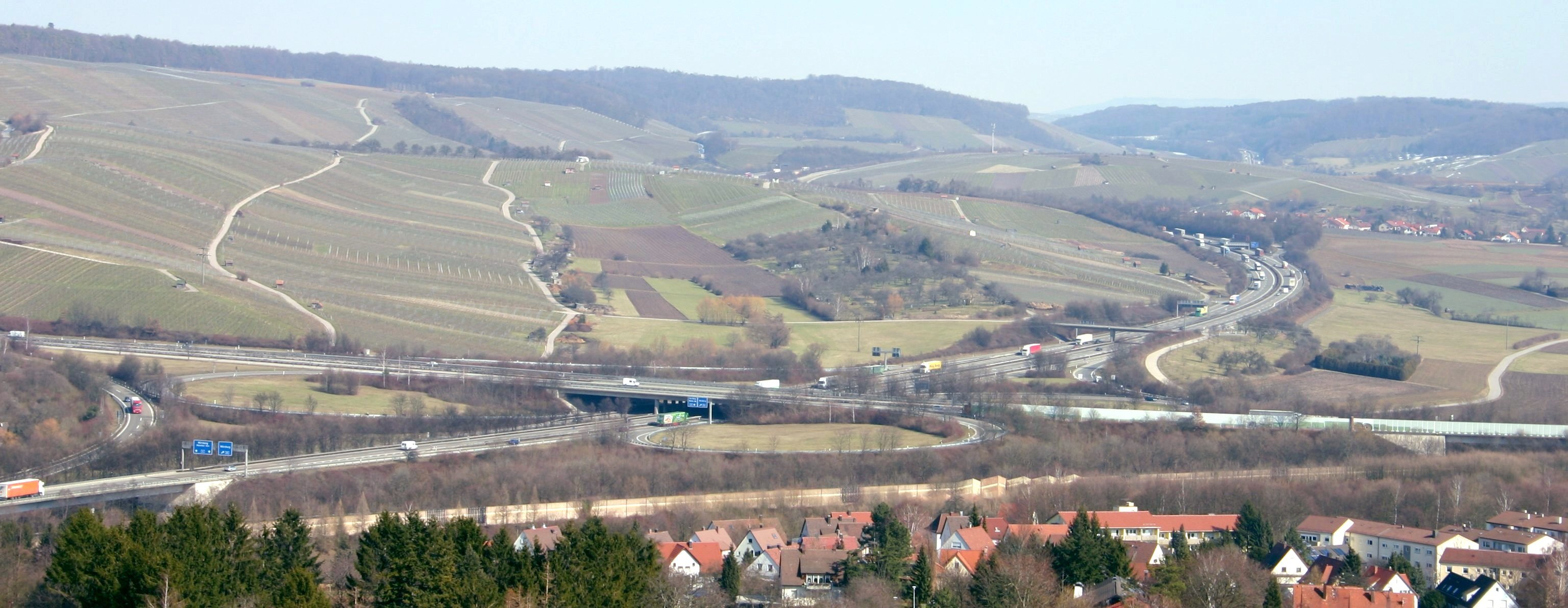
Knooppunt bij Weinsberg vanuit zuidwestelijke richting gezien. Van linksonder naar rechtsboven is de A 6. (2005)
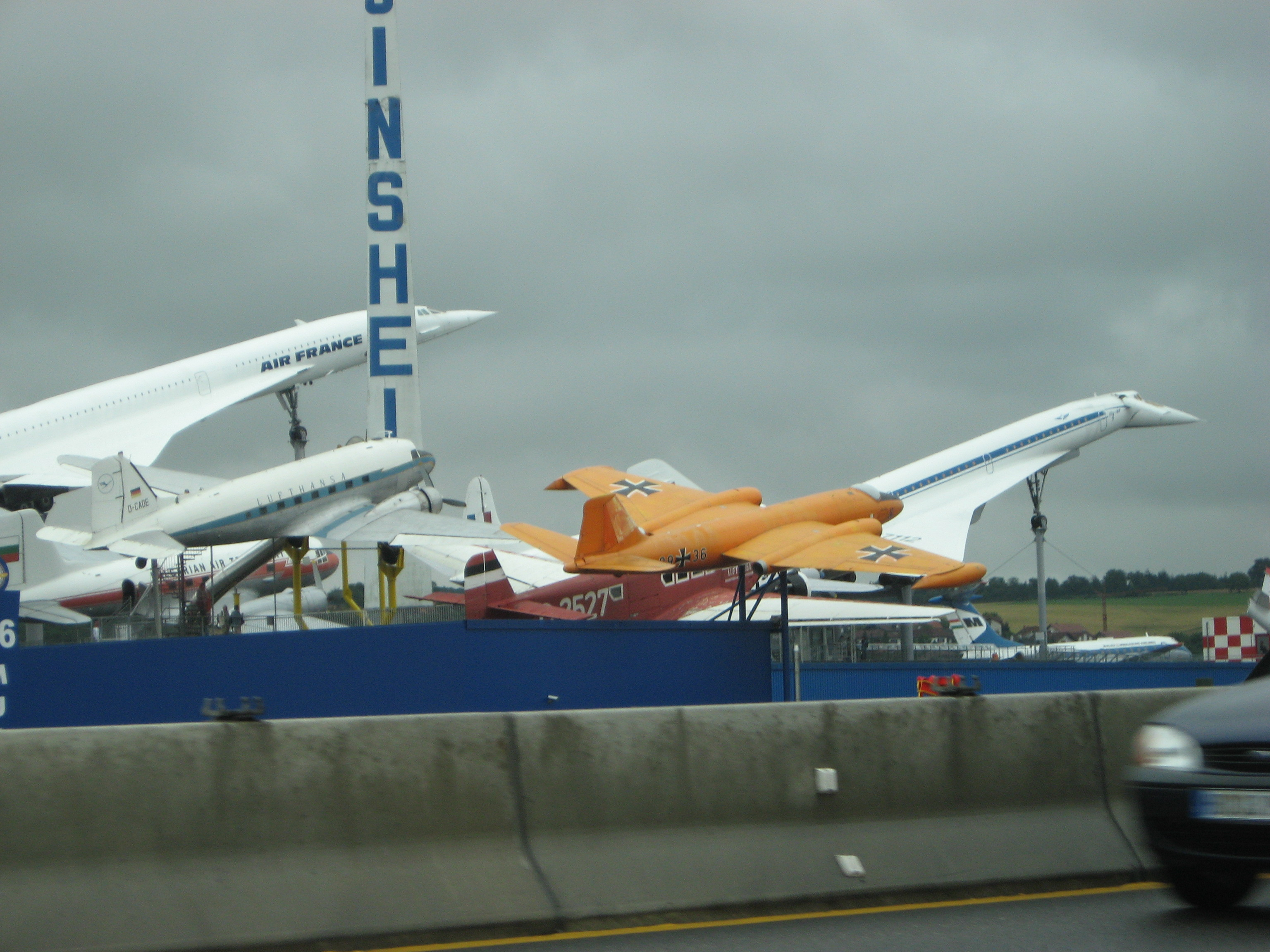
Auto- en Techniekmuseum Sinsheim direct naast de A6. (2007)
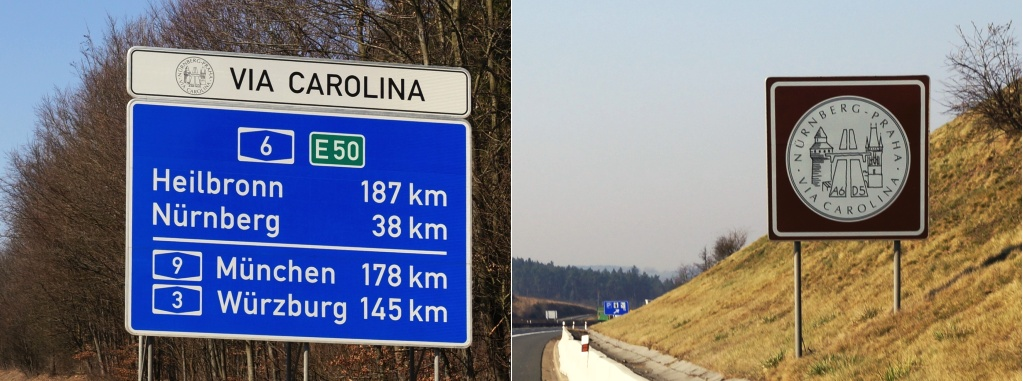
Borden met Via Carolina tussen Neurenberg en de Tsjechische grens. (2015)
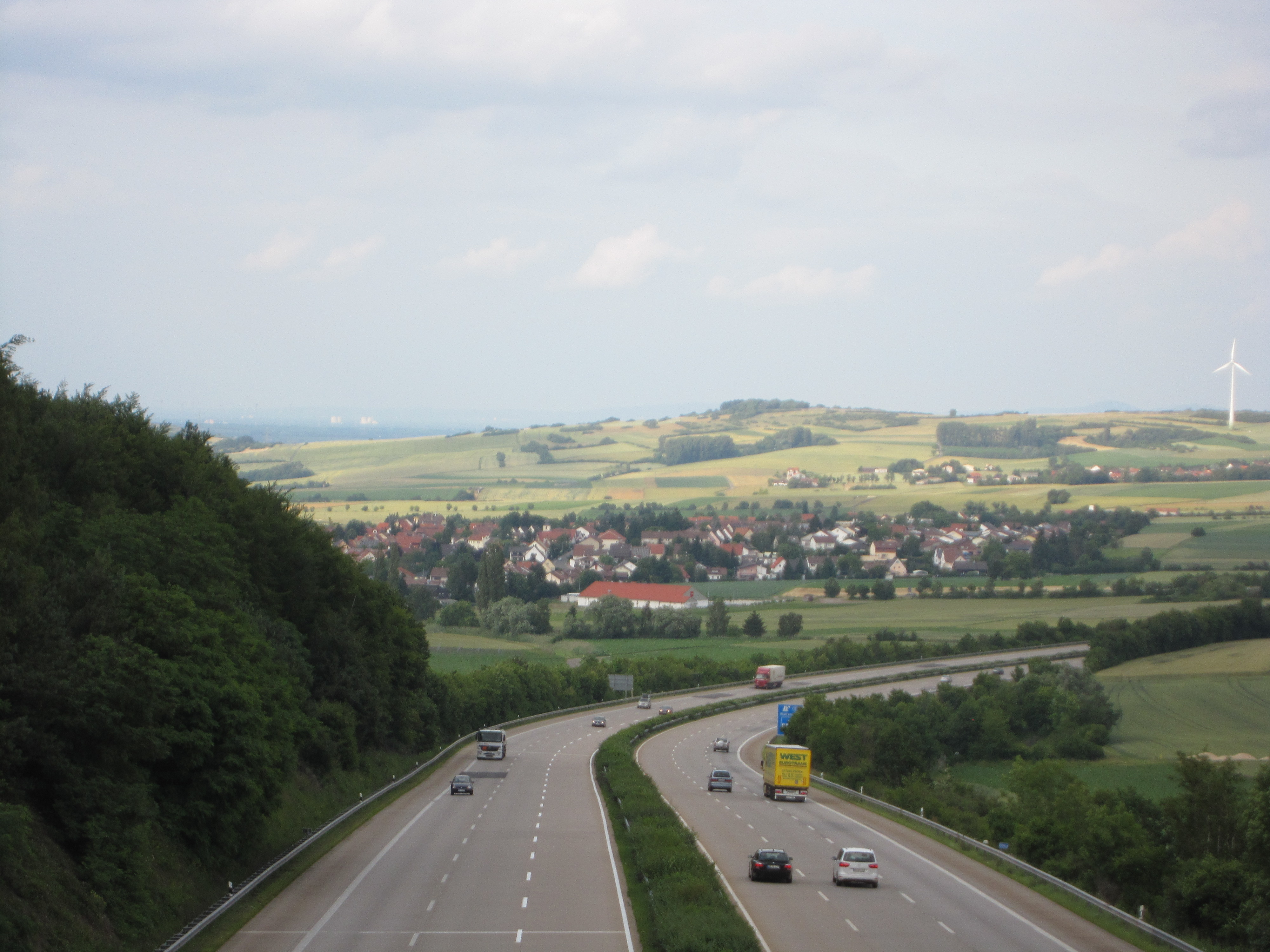
Blik op Hettenleidelheim bij Kaiserslautern. (2012)